# Maison-Rouge
Maison-Rouge település Franciaországban, Seine-et-Marne megyében. Lakosainak száma 853 fő (2022. január 1.). Maison-Rouge Saint-Loup-de-Naud, Sognolles-en-Montois, Vanvillé, Vieux-Champagne, La Chapelle-Saint-Sulpice, Châteaubleau, Lizines és Chenoise-Cucharmoy községekkel határos.

## Népesség
A település népességének változása:
| Lakosok száma | 892  | 886  | 903  | 879  | 870  | 862  | 861  | 858  | 853  |
|               | 2013 | 2015 | 2016 | 2017 | 2018 | 2019 | 2020 | 2021 | 2022 |